# Studenckie Radio Emitor
Studenckie Radio Emitor – studenckie radio (1969-1999) działające w DS 1 WSP w Olsztynie przy ul. Żołnierskiej 14a (obecnie DS 11 UWM w Olsztynie). Audycje ze studia przesyłane były drogą przewodową do głośników znajdujących się w pokojach studenckich.
Studio Radiowe powstało w 1969 r. Początkowo nosiło nazwę „Bubliczek” i mieściło się w „starym akademiku” (ul Żołnierska). Potem zmieniło nazwę na Akademickie Studio Radiowe „Emitor”. Zawiązki studenckiego radia tworzyli: Krystyna Radziszewska, Henryk Gozdalski, Bohdan Grodzki, Bogdan Góral. W ciągu swojej wieloletniej działalności Studio Radiowe Emitor zgromadziło wiele archiwalnych nagrań audycji publicystycznych, transmisji z koncertów studenckich, wywiadów i innych dźwiękowych dokumentów studenckiego życia kulturalnego.
Działalność radia opierała się na profesjonalnym sprzęcie radiowym, pozyskanym z Polskiego Radia (stół mikserski, magnetofony studyjne i reporterskie).
Z radiowego studia emitowano „na żywo” koncerty z klubu studenckiego „Docent”. W studiu dokonywali nagrań wykonawcy studenccy (m.in. grupa „ZVISS” z Gdańska, zespoły olsztyńskie i soliści).
Studenci WSP przygotowywali także audycje nadawane przez Rozgłośnię Radia Olsztyn i współpracowali z Radiem Kortowo. W „Emitorze” pierwsze radiowe i dziennikarskie kroki stawiali m.in. Marian Jurak (gawędziarz, przewodnik PTTK), Tadeusz Prusiński (dziennikarz olsztyńskiej prasy), Władysław Bogdanowski (redaktor naczelny Radia Olsztyn), Ewa Zdrojkowska (szefowa redakcji społeczno-literackiej Radia Olsztyn), Adam Kowalczyk (felietonista Gazety Olsztyńskiej)[ Wiesław Brzozowski (dziennikarz Radia Wa-Ma), Sławomir Osa-Ostrowski (dziennikarz m.in. Expressu Wieczornego, Radia Olsztyn), Stanisław Jasiulewicz (realizator audycji i wieloletni prezes studenckiego klubu turystycznego „Bajo Bongo”) Marek Zborowski-Weychman (założyciel i kierownik zespołu Beciaki), Stanisław Czachorowski, Stanisław Domachowski, Grzegorz Mańka i Grzegorz Kasjaniuk (m.in. Radio Olsztyn).
W ostatnich latach swojej działalności zespołem redakcyjnym „Emitora” kierowali: Robert Szklanny, Tomasz Dobecki, Tomasz Bielikowicz, Krzysztof Zieliński, Robert Więcek, Ryszard Froń i Tomasz Jabłoński.Do ostatnich redaktorów „Emitora” należeli także m.in. Wojciech Kotowicz, Beata Olszewska, Jarosław Giemza, Grzegorz Jatkowski, Katarzyna Skapowicz, Grzegorz Kasjaniuk. Prawie od samego początku opiekę nad radiem sprawował pracownik uczelni – mgr Bogdan Góral (wywodzący się z grona założycieli).
Po powstaniu uniwersytetu sprzęt radiowy oraz zasoby archiwalne trafiły do rozgłośni radiowej UWM FM.